# GM BEV2
GM BEV2 — автомобильная платформа, выпускавшаяся американской корпорацией General Motors для малолитражных электромобилей. Несколько подразделений корпорации LG сыграли важную роль в создании в дополнение к вкладу GM в платформу.

## История
В 2016 году подразделение Chevrolet представило серийную версию Bolt — первый автомобиль на платформе BEV2 и первый специализированный автомобиль от GM за 20 лет. LG Chem и другие подразделения LG, как сообщается, разрабатывают и устанавливают большинство компонентов, которые делают его электромобилем, в соответствии с соглашением на модель. К концу 2018 года было продано более 16 000 автомобилей.
2 октября 2017 года корпорация GM объявила о плане представить две новые основные модели электромобилей в течение следующих восемнадцати месяцев, а затем — ещё 18 электромобилей к 2023 году. В ноябре 2017 года корпорация GM продлила свои обязательства, стремясь к 2026 году достичь объёма производства в один миллион электромобилей. 15 ноября 2017 года генеральный директор GM Мэри Барра дала дополнительное разъяснение относительно того, какими будут следующие электромобили через пять лет:
- «Выразительный роскошный автомобиль с низкой крышей» (возможно, автомобиль класса Гран Туризмо)[15]
- 5-местный внедорожник класса люкс
- 5-местный компактный внедорожник
- «Общий» автономный автомобиль
- Функциональный лёгкий коммерческий автомобиль
- «Экономичный автомобиль с низкой крышей»
- Небольшой внедорожник
- Компактный кроссовер
- 7-местный большой внедорожник
- 7-местный внедорожник класса люкс

Но ни одно из этих обещанных действий не было реализовано в полном объёме. В Китае совместное предприятие SAIC-GM анонсировало и запустило в производство Buick Velite 6 (2019) и тесно связанный с ним Chevrolet Menlo (2020). С конца восемнадцатимесячного периода Velite 6 и Menlo являются единственными электромобилями основных брендов, которые производит GM, и оба ограничены китайским рынком. Во многом стимул для продвижения электромобилей в Китае можно объяснить мандатом правительства страны на автомобили с нулевым уровнем выбросов (ZEV), требующим, чтобы 8% процента их объёма составляли ZEV в 2012 году и 12% в 2020 году. Velite 6/Menlo имеют совершенно другие колёсную базу и двигатель, нежели Bolt EV, и не базируются на платформе BEV2.
В марте 2019 года корпорация General Motors объявила о своих намерениях выпустить ещё один автомобиль на платформе BEV2, очень похожий на Bolt, на Orion Assembly. Новый автомобиль был разработан совместно с GMC Hummer EV. Автомобиль был запущен в производство в 2020 году под названием Buick Velite 7 для китайского рынка, а с весны 2021 года на рынке США автомобиль продавался под названием Bolt EUV.
Производство Bolt и Bolt EUV было остановлено в августе 2021 года из-за отзыва аккумулятора и не возобновлялось до апреля 2022 года.
В 2019—2020 годах корпорация General Motors начала рекламировать свою технологию аккумуляторов Ultium и платформу BEV3. Хотя обновлённый Bolt EV и новый Bolt EUV были анонсированы в одно и то же время и поступили в продажу в конце 2020 года и летом 2021 года, соответственно, Bolt EV и EUV не перешли на Ultium/BEV3. Новая платформа предназначена для поддержки широкого спектра аккумуляторных электромобилей, включая Cruise Origin, который должен был стать первым автомобилем GM на Ultium/BEV3. 25 апреля 2023 года генеральный директор GM Мэри Барра подтвердила, что Bolt и Bolt EUV на базе BEV2 будут сняты с производства в конце 2023 года, чтобы освободить место для «нового поколения электромобилей» GM, а несколько месяцев спустя был анонсирован новый Ultium/BEV3 Bolt.

## Дизайн
Платформа BEV2 является производной от Gamma 2, на которой базируются другие модели, включая Sonic и Spark, но после значительных изменений, внесённых во время разработки Bolt EV, корпорация GM дала ему уникальное обозначение платформы. Bolt разрабатывался с 2012 года командой из 180 человек в студии GM Korea (ранее Daewoo Korea), как транспортное средство сегмента B в партнёрстве с LG Chem. Корпорация GM отвечала за электрический тяговый двигатель, систему управления аккумуляторами, интеграцию силового агрегата и валидацию системы. Подразделение LG Chem, в свою очередь, спроектировало тяговый аккумулятор. Другие устройства LG — автомобильная электроника и информационно-развлекательный модуль.
BEV2 представляет собой шасси, похожее на скейтборд, в котором тяговая батарея переносится между колёсами и под сиденьями. Масса аккумулятора составляет 440 кг, а ёмкость — 60 кВт·ч. Тяговый электродвигатель, приводящий в движение передние колёса, развивает мощность 150 кВт (200 л. с.) и крутящий момент 361 Н⋅м. Бортовое зарядное устройство автомобиля принимает питание переменного тока с максимальной мощностью 7,2 кВт, а порт зарядки постоянным током CCS является опциональным, принимая энергию постоянного тока с максимальной мощностью 50 кВт. Компания LG Chem перенесла производство тягового аккумулятора из Кореи в Мичиган. Ёмкость была увеличена до 66 кВт·ч.

## Применения
- 2017—2023 Chevrolet Bolt
- 2020—2022 Buick Velite 7
- 2021—2023 Chevrolet Bolt EUV

### Ребеджинговые автомобили
С момента своего создания и до 2020 года (после продажи немецкой Opel французской компании PSA Group) Chevrolet Bolt продавался в Европе под названием Opel Ampera-e.
- 2017 Chevrolet Bolt
- 2017 Opel Ampera-e
- 2020 Buick Velite 7
- 2021 Chevrolet Bolt EUV